# HD 3322
HD3322 — хімічно пекулярна зоря
спектрального класу
B8 й має видиму зоряну величину в
смузі V приблизно 6.5.
.

## Пекулярний хімічний вміст
Зоряна атмосфера HD3322 має підвищений вміст Hg Mn.